# L'appuntamento/Uomo, uomo
L'appuntamento/Uomo uomo è un singolo di Ornella Vanoni, pubblicato dalla Ariston Records il 2 settembre del 1970.

## L'appuntamento
L'appuntamento è la versione italiana di Sentado à Beira do Caminho, brano musicale composto da Roberto ed Erasmo Carlos, a sua volta ispirata da Honey (I Miss You) di Bobby Russell. Il brano portoghese è stato adattato in italiano da Bruno Lauzi per Ornella Vanoni.
La canzone fu sigla del programma radiofonico Gran varietà, e venne inserito nell'album dello stesso anno Appuntamento con Ornella Vanoni.
Arrangiamento e direzione d'orchestra: Gianfranco Lombardi.
Nello stesso anno Mina lo incise invece in versione originale portoghese nell'album Mina canta o Brasil.

## Uomo uomo
Uomo, uomo è un brano musicale composto da Luciano Beretta e Donata Giachini per il testo e da Nicola Aprile per la musica.
Arrangiamento e direzione d'orchestra: Franco Orlandini.
La canzone venne inserita nell'album del 1974 Quei giorni insieme a te.

## Classifica annuale singoli[4]
| Classifica (1970) | Posizione | Artista        |
| ----------------- | --------- | -------------- |
| Italia            | 11        | Ornella Vanoni |

## Tracce
LATO A
1. L'appuntamento

LATO B
1. Uomo, uomo